# Cecilia Brækhus
Cecilia Brækhus (Cartagena de Indias, 28 de septiembre de 1982) es una deportista y boxeadora colombiana y nacionalizada noruega.
A los dos años de edad fue adoptada por padres noruegos, está radicada y tiene la nacionalidad noruega, entrena en Alemania. Fue campeona mundial en peso wélter de la Asociación Mundial de Boxeo (WBA), el Consejo Mundial de Boxeo (WBC), la Organización Mundial de Boxeo (WBO), la Federación Internacional de Boxeo (IBF) y la Organización Internacional de Boxeo (IBO). Es conocida como «La primera dama» (‘The first lady’).
Brækhus es embajadora de la Fundación Traer a los niños de la calle (Bring Children from Streets) de Kampala, Uganda.
En marzo de 2009 obtuvo el título mundial de la WBA y la WBC al derrotar a la danesa Vinni Skovgaard. En mayo de 2010 conquistó el título mundial de la WBO ante la estadounidense Victoria Cisneros. En septiembre de 2014 consiguió su cuarto cetro, el de la IBF, ante Ivana Habazin.
En enero de 2016 anuncia su pelea por cinco títulos mundiales en un solo combate enfrentando a la uruguaya Chris Namús. La pelea fue el 27 de febrero de 2016 en Alemania. La noruega ganó la pelea y se convirtió en la primera persona en ostentar el título de cinco organizaciones distintas.
En noviembre de 2019 consiguió su victoria número 36 ante la argentina Victoria Bustos. En agosto de 2020 perdió el invicto y sus cinco coronas ante la estadounidense Jessica McCaskill por decisión mayoritaria. En marzo de 2021 fue derrotada nuevamente por McCaskill, en este caso por decisión unánime.